# 科隆级小巡洋舰
科隆级小巡洋舰（德語：Cöln-Klasse）是德意志帝国海军于第一次世界大战结束前建造的最后一个小巡洋舰船级。它原计划由十艘舰组成，但仅有首舰科隆号和德累斯顿号竣工。另有五艘舰已下水但未能完工，分别为威斯巴登号、马格德堡号、莱比锡号、罗斯托克号和女性之赞号；而已架设龙骨却未下水的其余三艘则分别为科隆代舰、埃姆登代舰和卡尔斯鲁厄代舰。该船级的设计是前身柯尼斯堡级的略微修改版本。
科隆号及德累斯顿号于1918年才加入公海舰队，使得它们在战争期间的运用相对有限。它们被分配至第二侦察集群，并参加了前往挪威攻击英国船队的无果舰队行动。它们本应在战争的最后日子里主导对英国商船的攻击，目的是为引出英国大舰队，并迫使其进行一场终极舰队决战，但威廉港兵变的发生导致该计划被取消。战后，两艘同级舰均被扣押在斯卡帕湾并最终于1919年6月集体自沉。科隆号及德累斯顿号至今仍留存在斯卡帕湾海底。

## 设计
至1916年，德国已在第一次世界大战期间损失了十三艘小巡洋舰。为了取代它们，德意志帝国海军一举订购了十艘新巡洋舰，这主要是基于战时处境，《舰队法》对建造舰数所做的限制已被打破，而它们的设计是在柯尼斯堡级的基础上稍作改良。与前级相比，科隆级舰只有着更为倾斜的艏柱，增加了六台重油专用锅炉及减少了八个燃煤锅炉；其高射炮亦增至三门，并提高了续航距离，排水量则增加了约200吨。

### 整体特征及机械装置
科隆级舰只的水线长度和全长分别为149.80（491英尺6英寸）和155.50（510英尺2英寸），有14.2（46英尺7英寸）的舷宽，以及6.01（19英尺9英寸）的前吃水和6.43（21英尺1英寸）的后吃水。它们的设计排水量为5,620公噸（5,530長噸），满载排水量则可达7,486公噸（7,368長噸）。船体采用纵向钢框架构造，设有二十四个水密舱室和一个占龙骨长度比重为45%的双层船底。这些舰只的标准船员编制为17名军官和542名水兵。它们还配备有一些小型舰载艇，包括1艘哨艇、1艘驳船、1艘独桅纵帆船、2艘高低桅帆船和2艘小划艇。德国海军将这些舰只视为良好的远洋船具，运转温和。它们具有极强的机动性，转弯半径紧凑，但在入弯会会遭受速度损失。在满舵的情况下，它们的降速则高达60%。此外，这些舰只的艉部沉重。
科隆级舰只的推进系统由两台蒸汽轮机组成，它们各负责驱动一副直径为3.50（11英尺6英寸）的三叶螺旋桨。主机均由八台燃煤水管锅炉和六台燃油双头式水管锅炉提供动力。发动机的额定功率为31,000匹軸馬力（23,117千瓦特），设计速度为27.5節（50.9每小時）。但在试航中，科隆号达到了48,708匹軸馬力（36,322千瓦特）的最大功率和29.3節（54.3每小時）的最高速度，而德累斯顿号则达到49,428匹軸馬力（36,858千瓦特）和27.8節（51.5每小時）。燃煤的贮存量按设计为300公噸（300長噸），但最多可搭载1,100公噸（1,100長噸）。重油贮量最初为200公噸（200長噸），但同样可增加至1,050公噸（1,030長噸）。在12節（22每小時）的巡航速度下，科隆号和德累斯顿号分别最多可以航行6,000海里（11,000）和5,400海里（10,000）。若将速度提升至25節（46每小時），则巡航范围会大幅下降至1,200海里（2,200）。电力由两台涡轮发电机和一台柴油发电机供应，可在220伏特的电压下输出300千瓦特（400匹馬力）的总电功率。转向通过大型单舵控制。

### 武器及装甲
科隆级舰只配备有八门单座安装的150毫米45倍径速射炮。其中两门并排布置在艏艛前方，四门设于舰舯、每边各两门，以及两门以背负式成对布置在舰艉。对于科隆号，舰艏的两门舷炮是安装在艏楼甲板上，而同级其余舰只则是安装在更低一层的上甲板中。这些炮管在发射45.3（100英磅）炮弹的初速为840每秒（2,800英尺每秒）。炮管的仰角可提升至30°，使其可以瞄准最高达17,600（19,200碼）开外的目标。它们共提供1040发弹药，其中每炮130发。科隆级舰只的防空武器由三门88毫米45倍径速射炮组成，均安装在烟囱后方的中心线上，但其中一门于1918年移除。它们在发射10（22英磅）炮弹的初速为750至770每秒（2,500至2,500英尺每秒）。舰只还标配搭载有四具500（19.7英寸）鱼雷管和八枚鱼雷，均安装在舰舯的甲板旋转发射器内。四艘同级舰也可携带多达200枚水雷。
科隆级舰只受到由克虏伯渗碳装甲制成的水线装甲带保护；这条装甲带在舰舯的厚度为60（2.4英寸），至舰艏处弱化为18（0.71英寸）。舰艉则不设装甲。甲板前侧由60毫米厚的装甲覆盖，舯部为40（1.6英寸）厚，艉部厚度则为20（0.79英寸）。40毫米厚的斜面装甲与甲板和水线装甲带相连。司令塔的侧部有100（3.9英寸）厚、顶部为20毫米厚。主炮则配备有厚度为50（2.0英寸）的炮挡。水雷舱也受到20毫米厚的甲板装甲和30（1.2英寸）厚的侧面装甲保护。

## 建造
全部十艘同级舰均于1915年和1916年开始架设龙骨。其中科隆号由汉堡的布洛姆－福斯船厂承建，威斯巴登号和罗斯托克号在斯德丁的伏尔铿船厂架设，莱比锡号、科隆代舰和埃姆登代舰的建造合同则授予了不来梅的威悉船厂。基尔的霍瓦兹船厂获得了德累斯顿号和马格德堡号的订单，而女性之赞号和卡尔斯鲁厄代舰则由基尔的帝国船厂承建。
由于战时人员及物资匮乏，科隆号和德累斯顿号成为仅有两艘完工的同级舰，它们分别于1916年10月5日和1917年4月25日下水。威斯巴登号于1917年3月3日下水，当它于1918年12月被取消时，距离完工尚有五个月时间。马格德堡号随后于1917年11月17日下水，并于距离完工前九个月被取消。莱比锡号于1918年1月28日下水，距离完工前七个月取消。罗斯托克号于4月6日跟进，也在完工前七个月取消。同年9月16日，女性之赞号成为同最后一艘下水的同级舰，并在距离完工前约十三个月取消。其余三艘同级舰则是仍在滑道上时便遭取消。

### 同级舰
| 舰只           | 造船厂               | 命名来源 | 架设日期 | 下水日期       | 入役日期      | 结局                        |
| -------------- | -------------------- | -------- | -------- | -------------- | ------------- | --------------------------- |
| 科隆号         | 汉堡布洛姆－福斯船厂 | 科隆     | 1915年   | 1916年10月5日  | 1918年1月17日 | 1919年6月21日凿沉于斯卡帕湾 |
| 威斯巴登号     | 斯德丁伏尔铿船厂     | 威斯巴登 | 1915年   | 1917年3月3日   | 不適用        | 未完工，1920年拆解报废      |
| 德累斯顿号     | 基尔霍瓦兹船厂       | 德累斯顿 | 1916年   | 1917年4月25日  | 1918年3月28日 | 1919年6月21日凿沉于斯卡帕湾 |
| 马格德堡号     | 基尔霍瓦兹船厂       | 马格德堡 | 1916年   | 1917年11月17日 | 不適用        | 未完工，1922年拆解报废      |
| 莱比锡号       | 不来梅威悉船厂       | 莱比锡   | 1915年   | 1918年1月28日  | 不適用        | 未完工，1921年拆解报废      |
| 罗斯托克号     | 斯德丁伏尔铿船厂     | 罗斯托克 | 1915年   | 1918年4月6日   | 不適用        | 未完工，1921年拆解报废      |
| 女性之赞号     | 基尔帝国船厂         | 德国妇女 | 1915年   | 1918年10月16日 | 不適用        | 未完工，1921年拆解报废      |
| 科隆代舰       | 不来梅威悉船厂       | 不適用   | 1916年   | 不適用         | 不適用        | 未完工，1921年拆解报废      |
| 埃姆登代舰     | 不来梅威悉船厂       | 不適用   | 1916年   | 不適用         | 不適用        | 未完工，1921年拆解报废      |
| 卡尔斯鲁厄代舰 | 基尔帝国船厂         | 不適用   | 1916年   | 不適用         | 不適用        | 未完工，1920年拆解报废      |

## 服役历史

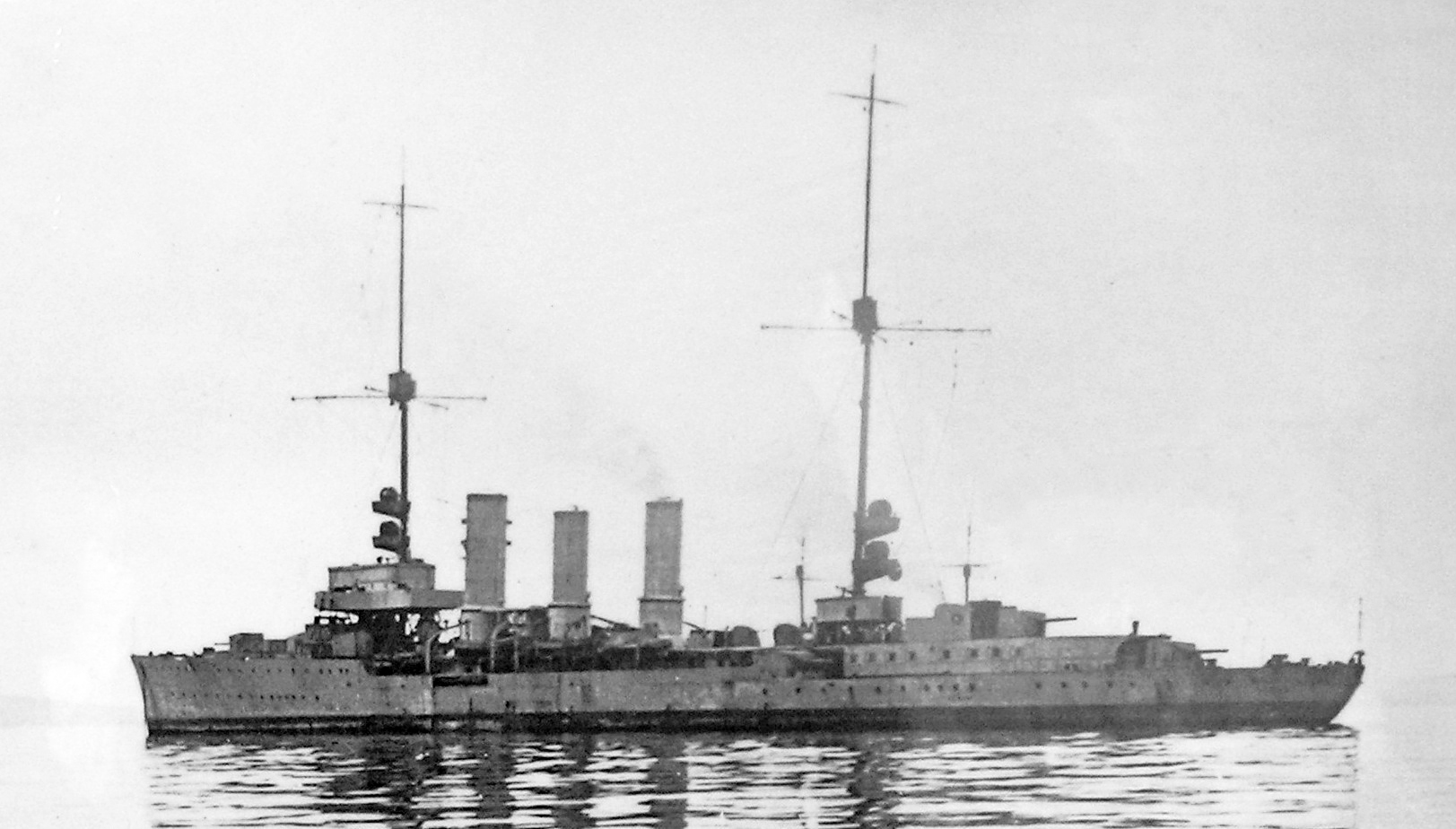
科隆号于斯卡帕湾

入役后，科隆号和德累斯顿号加入了公海舰队。它们被分配至第二侦察集群，与小巡洋舰柯尼斯堡号、皮劳号、格劳登茨号、纽伦堡号和卡尔斯鲁厄号在一起。1918年4月23－24日，这些舰只及时参加了一个前往挪威的大规模舰队行动。第一与第二侦察集群、连同第二鱼雷艇区舰队，意图向一支前往挪威、戒备森严的英国护航队发动袭击，公海舰队余部则提供远程支援。然而，德国人未能找到船队的位置，后者实际上在舰队离港的前一天便已出航。结果，公海舰队总司令、海军上将赖因哈德·舍尔中断了行动并返回港口。
1918年10月，两艘同级舰本应随第二侦察集群主导针对英国皇家海军的终极决战。其中科隆号、德累斯顿号、柯尼斯堡号和皮劳号将攻击泰晤士河口的商船运输，而集群其余舰只则要炮击法兰德斯的目标，目的是引出英国大舰队。此时已升任海军总参谋长的海军大将舍尔与公海舰队新任总司令、海军上将弗朗茨·冯·希佩尔计划不惜以舰队一切代价尽可能重创英国海军，以确保德国获得更好的谈判地位。10月29日上午，将于次日从威廉港启航的命令正式下达。然而从当天夜晚开始，图林根号战列舰及其它几艘战列舰的水兵发生叛变。
在水兵叛乱期间，战列舰边境总督号的船员曾拒绝为德累斯顿号的出航让路；它将其中一座305（12.0英寸）炮塔瞄准德累斯顿号，但在随后又作出妥协，使后者离港。然后，这艘舰去往斯维内明德，在那里被部分凿沉，之后又重新浮起并恢复适航状态。动荡最终迫使舍尔和希佩尔取消了行动。当得知这一情况后，德皇威廉二世哀呼，“我已不再拥有海军”。随着德国于1918年11月投降，公海舰队的大部分主力——包括科隆号和德累斯顿号在内的共计74艘舰只于海军少将路德维希·冯·罗伊特的指挥下，被扣押在斯卡帕湾的英国海军基地。
在落实《凡尔赛条约》的谈判过程中，舰队仍然维持扣押状态。罗伊特推断英国方面将于1919年6月21日，即谈判到期而无法达成协议的情况下会强占德国军舰，却不知截止日期已被延长至6月23日。为了防止这种情况，他决定第一时间凿沉己方舰只。6月21日上午，英国舰队离开斯卡帕湾进行训练演习；罗伊特于11:20向全体德国军舰下达了自沉命令。科隆号于13:50沉没，且从未进行打捞拆解。德累斯顿号也依然留存在斯卡帕湾的底部。
1919年11月17日，在战争结束时尚未完工的其余八艘同级舰正式从海军名录中除籍。威斯巴登号曾短暂考虑完工，但仍于1920年拆解报废。马格德堡号于1921年10月28日作价1300000马克出售，并于次年在基尔拆解。莱比锡号和罗斯托克号于1921年出售，并在汉堡报废。女性之赞号于1921年被拖曳至德意志造船厂拆解。卡尔斯鲁厄代舰于1920年在滑道上拆卸，科隆代舰和埃姆登代舰分别于1921年6月21日和25日以400000马克出售，它们均于同年在汉堡报废。